# Ligament métacarpien transverse profond
Le ligament métacarpien transverse profond (ou ligament transverse profond de la paume ou ligament transverse intermétacarpien palmaire ou ligament transverse du métacarpe) est un ligament qui unit les surfaces palmaires des têtes des deuxième, troisième, quatrième et cinquième métacarpiens. Il se confond avec les ligaments palmaires des articulations métacarpo-phalangiennes.
Sa face palmaire est concave au passage des tendons des muscles fléchisseurs.
Sur sa face dorsale passent les tendons des muscles interosseux de la main.

## Aspect clinique
Rarement, le ligament métacarpien transverse profond peut se rompre.